# خسرو جعفرزاده
خسرو جعفرزاده(زاده ۱۳۲۰ در همدان _ درگذشته ۲۷ تیر ۱۳۹۸ وین) موسیقی‌شناس، معمار و نویسنده کتاب «موسیقی ایرانی» بود.

## زندگی‌نامه
متولد سال ۱۳۲۰ در همدان است. دوران کودکی و نوجوانی را در شهرهای همدان، اصفهان و تهران گذرانده‌است. پس از اتمام دبیرستان به شهر وین در اتریش کوچ کرد. بعد از تحصیل معماری در دانشگاه فنی وین، در همان شهر به شغل معماری و طرح و نظارت ساختمان پرداخت. آشنایی او با موسیقی از ۱۲ سالگی با مشق ویلن در اصفهان آغاز شد و تا ۱۹ سالگی در ایران ادامه داشت. نخستین دوران فعالیت او در دهه ۵۰ شمسی در وین، به تحقیق در فرهنگ، هنر، موسیقی و بویژه تاریخ هنر و فلسفه غرب گذشت. رویکرد او به فرهنگ، هنر و موسیقی ایرانی از سال ۱۳۵۵ شروع شد، بویژه به دلیل آشنایی‌اش با «هوشنگ ظریف»، در سال‌های اقامت در وین به مشق تار و شناخت ردیف‌های موسیقی ایران نزد این استاد پرداخت و بعد از تأسیس انجمن هنرمندان ایرانی در وین، نشر فصلنامه «ره آورد وین» همنوازی در «گروه شیراز»، برگزاری کنسرت‌های موسیقی ایرانی در وین، بررسی برای شناخت موسیقی ایرانی را از سال ۱۳۵۸ شروع کرد. طرح اولیه این بررسی‌ها در هشت شماره از نشریه «ره آورد وین» منتشر شد و در سال‌های بعد همراه با ایراد سخنرانی‌ها، گفتگوها و تألیف مقاله‌ها در اتریش، آلمان، ایالات متحده آمریکا و ایران ادامه یافت. روز پنجشنبه ۲۷ تیر ۱۳۹۸ در وین درگذشت.